# Joseph Bryennios
Joseph Bryennios (en grec Ίωσὴφ Βρυέννιος) est un moine, théologien et prédicateur  et lettré byzantin, né vers 1350, mort en 1431/1432, défenseur de l'Église orthodoxe et opposé à son union avec l'Église catholique sans la convocation préalable d'un concile sur le terrain byzantin pour examiner l'affaire.

## Biographie
Issu d'une grande famille, il est peut-être né à Constantinople et en tout cas y a séjourné dans sa jeunesse, et il a reçu une formation intellectuelle très solide. En 1382, le patriarche Nil Kérameus l'envoie sur l'île de Crète, sous domination vénitienne depuis 1212 et où ne sont admis que les évêques catholiques, mais où l'Église orthodoxe est représentée notamment par des moines, très suspects au gouvernement. Il s'y lie notamment avec Joseph Philagrios (ou Philagrès), didaskalos de Crète et représentant sur l'île du métropolite d'Athènes entre 1367 et 1393, et Nil Damylas. Tous trois mènent la controverse contre les ecclésiastiques ralliés au catholicisme. Vers 1399-1400, Bryennios prend part, dans la cathédrale grecque de Candie, à une dispute publique l'opposant à un groupe d'humanistes grecs (Maxime Chrysobergès, Démétrios Skaranos, Phokas), devenus dominicains et chargés par le pape Boniface IX de transposer le rite latin en grec. En même temps, il est, depuis la Crète, en relation épistolaire avec de nombreux personnages importants, qu'il connaissait avant 1382 (Théodore Méliténiotès, Démétrios Cydonès, Nicolas Cabasilas, Jean Holobolos, archidiacre du Palais impérial, Euthyme, higoumène de Saint-Jean de Stoudios, Antoine IV, patriarche de Constantinople, Marc IV, patriarche d'Alexandrie, Dorothée Ier, patriarche de Jérusalem...).
En 1402, Bryennios est expulsé de Crète par les autorités vénitiennes, étant notamment entré en conflit avec une bonne partie du clergé orthodoxe qu'il accuse de corruption. De retour à Constantinople, il s'installe au monastère Saint-Jean de Stoudios, dirigé par l'higoumène Euthyme qu'il connaissait avant 1382 et qui sera élu patriarche en 1410. Il s'y livre à une activité d'enseignement. En 1406, il est envoyé à Chypre, comme « vicaire » (τοποτηρητής), par le patriarche Matthieu Ier; sur cette île, dominée par les Latins depuis 1191, quatre évêques grecs sont tolérés, mais à condition qu'ils jurent fidélité au pape et se soumettent à la hiérarchie latine, obligés même de servir comme diacres dans des messes latines. Bryennios convoque un concile orthodoxe clandestin qui se réunit le 28 juillet 1406 dans une église Saint-Michel « sur une montagne de Chypre ». Mais il est insatisfait de la tiédeur des évêques, et malgré les consignes du patriarche et du Saint Synode de Constantinople, il refuse de rétablir la communion avec eux. Cette attitude provoque un débat dans la capitale à son retour, et en 1412 encore, il fait un rapport devant le Saint Synode au sujet de sa mission à Chypre.
À partir de 1417 au plus tard, il demeure dans le monastère tou Charsianitou. Comme prédicateur de la cour, il prononce régulièrement des homélies à l'occasion des grandes fêtes. Il participe aux discussions avec les légats du pape Théodore Chrysobergès (1418-1419) et Antoine de Massa (1422). Le 4 juillet 1421, il rédige son testament. À sa mort en 1425, l'empereur Manuel II fait de lui l'un de ses exécuteurs testamentaires. Au début de 1431, il participe à un synode convoqué par l'empereur Jean VIII au palais de la Palatianè à propos d'une ambassade que celui-ci veut envoyer au pape. C'est la dernière mention qu'on a de lui vivant.

## Œuvre
Son œuvre, constituée principalement d'homélies et de lettres, est connue, dans sa plus grande partie, par l'édition en trois volumes d'Eugène Boulgarès, parue à Leipzig en 1768 (deux premiers volumes) et 1784 (troisième, dû en fait à Thomas Mandakasès de Kastoria). Cette édition met en évidence, dans les deux premiers volumes, le fait que Bryennios a lui-même, de son vivant, établi une « édition » de ses homélies prononcées à Constantinople entre 1404 et 1422 environ: c'est son « homéliaire constantinopolitain ». Le troisième volume de l'édition Boulgarès comprend des textes en rapport avec le séjour de Bryennios en Crète, et la correspondance. (voir Bazini Hélène. Une première édition des œuvres de Joseph Bryennios : les Traités adressés aux Crétois. In: Revue des études byzantines, tome 62, 2004. pp. 83-132, page 85.) 
Trois Dialogues sur la procession du Saint-Esprit sont des comptes-rendus plus ou moins fidèles de discussions réelles: le premier de la dispute publique tenue en 1399-1400 dans la cathédrale de Candie; les deux autres des échanges de Bryennios avec le franciscain Antoine de Massa, légat du pape, en octobre-novembre 1422.
"Les œuvres de la période crétoise comprennent les Quarante-neuf chapitres qui sont un recueil de sermons, quatre homélies festales (Nativité de Marie I et II, Crucifixion, Pâques), des textes plus doctrinaux, notamment d'inspiration anti-latine ou hésychaste, dont des discours Sur la Transfiguration, Sur le Saint-Esprit, Sur la divine énergie, un Discours antirrhétique contre dix chapitres et autant d'objections (qui est un traité contre le Filioque), un texte intitulé Question de certains prêtres de Crète sur le caractère transitoire de l'univers et la Discussion avec un Ismaélite". À son départ de Crète en 1402 sont liés: un Discours d'adieux aux Crétois, et une Consolation adressée aux Crétois, où il rapporte les circonstances de son expulsion. (voir Bazini Hélène. Une première édition des œuvres de Joseph Bryennios : les Traités adressés aux Crétois. In: Revue des études byzantines, tome 62, 2004. pp. 83-132, passim et spécialement, p. 96 et pages : 102-104 (Discours antirrhétique contre dix chapitres et autant d'objections), p. 104-106 (Homélie sur Saint-Esprit, découverte par Bazini), p. 108 (Discours abrégé sur la divine énergie, découvert par Bazini), p. 109 (Homélie pour la Transfiguration), p. 110-111 (Discussion avec un Ismaélite). Dans le corpus des oeuvres crétoises appartient également l'oeuvre importante de Joseph Bryennios Actes du concile de Chypre (Bazini, ibid., p. 112-115), éditée intégralement par le Professeur V. Katsaros (Byzantina 21, 2000, 21-56). 
Les oeuvres crétoises ont été éditées par Joseph Bryennios lui-même qui a doté l'édition avec une Préface, la Prothéôria, et l'a appelée "Traités adressés aux Crétois", (édition découverte par Bazini H., Une première édition, passim et spéc. p. 116-119). 
Pour la période constantinopolitaine (quarante-sept textes, dont trente-huit homélies), il faut signaler l'Homélie sur notre foi de 1404, celle Sur l'économie du Dieu-Verbe dans la chair (qui reprend sous une autre forme la Discussion avec un Ismaélite, Bazini, p. 111), trois homélies Pour l'Annonciation, Pour la Crucifixion (quatre), Sur la fin du monde (deux), Sur le jugement futur (deux); les vingt-et-une Homélies sur la Trinité prononcées au Palais impérial et dans l'église des Saints-Apôtres en 1420-1421, et un autre Discours sur la divine énergie, un Discours sur l'endurance et un Traité sur l'intellect. A la mission chypriote sont liés: les Actes du concile de Chypre (en fait compte-rendu qu'il fait de ce concile à destination de ses amis crétois) (constatation faite de façon argumentée par BAZINI Hélène. Une première édition des oeuvres de Joseph Bryennios: les Traités adressés aux Crétois, p. 112-115); le rapport de 1412 devant le Saint Synode (Étude sur l'union des Chypriotes à l'Église orthodoxe) (cf. Bazini, ibid., p. 115-116); un opuscule Sur la commémoration du pape (édité par N. Ioannidès). 
La Correspondance comprend trente lettres de Bryennios, Testament compris (plus trois qui lui sont adressées), vingt-cinq dans l'éd. Boulgarès. La majorité ont été écrites depuis la Crète (sauf six qui paraissent écrites de Constantinople). Seize, adressées à des personnages illustres, sont rédigées dans un style ampoulé; les autres, adressées à des Crétois, sont d'une langue beaucoup plus simple. Six sont adressées à un même ami nommé Alexis Apokaukos, qui était peintre, et deux, dont une très longue, à un autre Crétois appelé Jean Syrianos.

## Éditions
- N. B. Tomadakès (éd.), « Ίωσὴφ Βρυεννίου ἀνέκδοτα ἔργα κρητικά », EEBS 19, 1949, p. 130-154.

- A. Argyriou (éd.), « Ίωσὴφ τοῦ Βρυεννίου Μετά τινος Ίσμαηλίτου διάλεξις », EEBS 35, 1966-67, p. 141-195.

- N. Ioannidès (éd.), « Ίωσὴφ Βρυεννίου Περὶ μνημοσύνου τοῦ πάπα », Έκκλησιαστικὸς Φάρος 65-66, 1983-84, p. 234-239.

- N. B. Tomadakès (éd.), « Ίωσὴφ μοναχοῦ τοῦ Βρυεννίου Έπιστολαὶ Λ' καὶ αἱ πρὸς αὐτὸν Γ' » (Correspondance et Testament), EEBS 46, 1983-86, p. 279-364.
- V. Katsaros, Ιωσήφ Βρυεννίου, Τα Πρακτικά της Συνόδου της Κύπρου (1406), Βυζαντινά 21, 2000, 21-56.

## Études
- N. B. Tomadakès, Ό Ίωσὴφ Βρυέννιος καὶ ή Κρήτη κατὰ τὸ 1400, Μελέτη φιλολογικὴ καὶ ίστορική, Athènes, 1947.

- N. Ioannidès, Ό Ίωσὴφ Βρυέννιος: Βίος-ἔργο-διδασκαλία, Athènes, 1985 (thèse de doctorat).
- H. Bazini, Une première édition des oeuvres de Joseph Bryennios: les Traités adressés aux Crétois, Revue des Etudes byzantines 62, 2004, p. 83-132.